# Turbo (Antioquia)

Bandeira de Turbo.

Localização de Turbo no departmento de Antioquia.

Turbo é uma cidade portuária da Colômbia, no departamento de Antioquia. Está localizada junto à costa do Golfo de Urabá. Tem uma área de 3.055 quilômetros quadrados.